# Grevskapet Brienne
Grevskapet Brienne var ett grevskap vars innehavare var vasaller till grevarna av Champagne.
Flera av grevarna spelade en framträdande roll under korstågen, mest betydande var Johan av Brienne. En gren av släkten innehade en kort tid hertigdömet Aten. Den siste av släkten Gautier VI av Brienne kämpade 1341 förgäves för att återvinna Aten och blev 1342–1343 tyrann över Florens. Fördriven  härifrån stupade han 1356 i slaget vid Poitiers.